# Aguilar (Pangasinan)
För andra betydelser, se Aguilar (olika betydelser).
Aguilar (Bayan ng Aguilar) är en kommun i Filippinerna. Kommunen ligger på ön Luzon, och tillhör provinsen Pangasinan. Folkmängden uppgår till 33 213 invånare.

## Barangayer
Aguilar delas in i 16 barangayer.
| - Bayaoas - Baybay - Bocacliw - Bocboc East - Bocboc West - Buer - Calsib - Niñoy | - Poblacion - Pogomboa - Pogonsili - San Jose - Tampac - Laoag - Manlocboc - Panacol |